# Seia (freguesia)
Seia is een plaats (freguesia) in de Portugese gemeente Seia en telt 6928 inwoners (2001).

## Geboren
- André Lopes (9 december 1982), Portugees volleyballer